# Karl Gustav von Rönne
Baron Karl Gustav von Rönne, russisch Карл Иванович фон Рённе (* 1720; † 24. Märzjul. / 4. April 1786greg.) war ein russischer Generalleutnant.

## Leben

### Herkunft und Familie
Karl Gustav war Angehöriger der livländischen Barone von Rönne und war der Sohn des russischen Obersts Otto Johan Baron von Rönne (1690–1755). Er vermählte sich in erster Ehe 1764 mit Helena Wendula von Bachmann (1748–1825), Tochter des russischen Generalmajors Karl von Bachmann († 1763) und Erbin des Gutes Fossenberg im Kirchspiel Nitau. Diese Ehe wurde 1775 geschieden, woraufhin er 1778 mit Aurora Maria von Lilienfeld (1752–1810), einer Tochter von Jakob Heinrich von Lilienfeld (1716–1785), eine zweite Ehe einging. Als Witwe wurde sie Staatsdame bei Großfürstin Anna Fjodorowna. Rönne wurden in erster Ehe sechs Söhne und in zweiter Ehe eine Tochter geboren.
Auch seine erste Frau heiratete ein zweites Mal.

### Werdegang
Rönne trat 1743 in den russischen Militärdienst ein und avancierte 1756 zum Leutnant. 1767 stieg er zum Oberstleutnant auf und wurde 1769 mit der Ernennung zum Kommandeur des Kargopol-Karabiner-Regiments zum Oberst befördert. In dieser Stellung konnte Rönne am 12. Januarjul. / 23. Januar 1770greg. die polnische Konföderation bei Dobro schlagen, wofür er den St.-Georgs-Orden III. Klasse erhielt. Er avancierte 1774 zum Generalmajor und wechselte 1776 zur livländischen Division. 1782 wurde er zum Generalleutnant befördert.
Rönne soll in Livland aus väterlichem Erbe Posendorf im Kirchspiel Ubbenorm besessen haben, das jedoch bereits 1742 in anderen Besitzverhältnissen genannt wird. Dazu trug ihm seine erste Ehefrau Fossenberg zu. Seit 1774 war er auch zu Sternhof im Kirchspiel Burtneck begütert, das er für 57.600 Rubel erworben hatte.